# Tropidúrids
Els tropidúrids (Tropiduridae) són una família de sauròpsids (rèptils) escatosos. Es distribueixen per Sud-amèrica, les illes Galápagos i el mar Carib. Va ser descrita per primer cop per Thomas Bell l'any 1843. La mida d'aquests llangardaixos pot variar de 5 a 15cm sense la cua, aquesta pot tenir una mida equivalent a la del cos.

## Gèneres
Segons Reptarium. The Reptile Database:
- Eurolophosaurus Frost, Rodrigues, Grant & Titus, 2001
- Microlophus Duméril & Bibron, 1837
- Plica Gray, 1830
- Stenocercus Duméril & Bibron, 1837
- Strobilurus Wiegmann, 1834
- Tropidurus Wied-Neuwied, 1824
- Uracentron Kaup, 1827
- Uranoscodon Bonaparte, 1832